# Björkagölen (Hjälmseryds socken, Småland)
Björkagölen är en sjö i Sävsjö kommun i Småland och ingår i Lagans huvudavrinningsområde. Sjön är 3,3 meter djup, har en yta på 0,013 kvadratkilometer och är belägen 225 meter över havet.